# Battaglia di Debal'ceve
La battaglia di Debal'ceve fu un confronto armato della guerra del Donbass svoltosi tra gennaio e febbraio del 2015 nell'omonima città della regione dell'Ucraina Orientale.

## Storia

### Antefatti
Durante la guerra del Donbass le milizie secessioniste della Repubblica Popolare di Doneck in cooperazione con le milizie secessioniste della Repubblica Popolare di Lugansk tentarono di ricatturare la città allora sotto controllo delle truppe governative ucraine da luglio 2014. La città era situata in un lembo di terra tra le due repubbliche dove quest'ultime sotto il comando di Aleksandr Zacharčenko riuscirono a concentrare lo sforzo bellico da due lati, costringendo l'esercito Ucraino a ritirarsi.

### Svolgimento
Gli scontri proseguono fino al 18 febbraio 2015, quando le forze ucraine proclamano la ritirata. Il capo della Repubblica Popolare di Doneck, Denis Pušilin, dichiarò che nel corso della battaglia circa 3 000 soldati ucraini sono stati uccisi. Il governo ucraino dichiarò invece 267 dei propri soldati uccisi, 112 prigionieri, e 81 dispersi. Nelle mani dei ribelli finisce un significativo quantitativo di armi pesanti abbandonate dall'esercito ucraino in fuga.